# Rashid Al-Ghannushi
Rashid Al-Ghannushi, ook Rached Ghannouchi,  (El Hamma, juni 1941) is een Tunesisch politicus. Sinds 2019 is hij voorzitter van het Tunesische parlement.
Al Ghannushi studeerde van 1962 tot 1968 filosofie in Caïro en Damascus. Hij was in de jaren '70 actief in de islamistische beweging en was in 1981 de oprichter van de islamistische politieke beweging Ennahda (Wedergeboorte). Deze oppositiepartij, verwant aan de Moslim Broederschap, werd onder de autoritaire president Habib Bourguiba verantwoordelijk gehouden voor de onrust, die de politieke Islam in heel Noord-Afrika veroorzaakte. Nna de machtsovername van premier Ben Ali in 1987 werd Ennahda helemaal verboden. In 1989 ging Ghannouchi in ballingschap in Londen, om pas enkele weken na de Arabische Lente in januari 2011 terug te keren. Duizenden aanhangers wachtten hem op de luchthaven van Tunis op.

## Parlementaire democratie
Vanaf zijn terugkeer koos Ghannouchi voor een gematigde en democratische koers. Tunesië werd een parlementaire democratie, en Ennahda toonde zich voorstander van de scheiding van moskee en staat en van de gelijkheid van man en vrouw. Ze regeerde in coalities met nationalistische en liberale partijen. Zelf bleef Ghannouchi parlementslid en partijleider, en nam geen zitting in een van de regeringen die het land sindsdien bestuurden.
Tijdens de parlementsverkiezingen van 6 oktober 2019 werd hij verkozen tot parlementslid in het kiesdistrict Tunis. Op 13 november 2019 werd hij door de Vergadering van Volksvertegenwoordigers verkozen tot voorzitter. Hij volgde daarmee Abdelfattah Mourou (tijdelijk voorzitter) op.